# Włoscy posłowie do Parlamentu Europejskiego 2009–2014
Włoscy posłowie VII kadencji do Parlamentu Europejskiego zostali wybrani w wyborach przeprowadzonych 6 i 7 czerwca 2009. Ordynacja wyborcza dopuszcza start tej samej osoby w więcej niż jednym okręgu wyborczym. Decyzja o przyjęciu mandatu bądź o wyborze okręgu, z którego mandat będzie sprawowany, zapada po wyborach.
Już po wyborach z miejsc w PE zrezygnowali dwaj kandydaci Ludu Wolności, Silvio Berlusconi (wybrany we wszystkich pięciu okręgach) oraz Ignazio La Russa (wybrany w jednym okręgu, a także Umberto Bossi z Ligi Północnej (wybrany w trzech okręgach) i Saverio Romano z UDC. Mandaty dla partii Włochy Wartości przypadły Luigiemu De Magistris (wybranemu w czterech okręgach) i Antonio Di Pietro (wybranemu w trzech okręgach). Pierwszy wybrał posłowanie z okręgu południowego, drugi zrezygnował z objęcia miejsca w PE.

## Lista posłów
Wybrani z listy Ludu Wolności
- Roberta Angelilli
- Alfredo Antoniozzi
- Raffaele Baldassarre
- Paolo Bartolozzi
- Sergio Berlato
- Fabrizio Bertot, poseł do PE od 12 kwietnia 2013
- Vito Bonsignore
- Antonio Cancian
- Lara Comi
- Isabella De Martini, poseł do PE od 12 kwietnia 2013
- Carlo Fidanza
- Elisabetta Gardini
- Giuseppe Gargani, poseł do PE od 6 czerwca 2011
- Salvatore Iacolino
- Giovanni La Via
- Clemente Mastella
- Barbara Matera
- Erminia Mazzoni
- Cristiana Muscardini
- Alfredo Pallone
- Aldo Patriciello
- Enzo Rivellini
- Licia Ronzulli
- Potito Salatto
- Amalia Sartori
- Marco Scurria
- Sergio Silvestris
- Salvatore Tatarella
- Iva Zanicchi

Wybrani z listy Partii Demokratycznej
- Francesca Balzani
- Giovanni Barbagallo, poseł do PE od 11 marca 2014
- Luigi Berlinguer
- Franco Bonanini, poseł do PE od 12 kwietnia 2013
- Rita Borsellino
- Salvatore Caronna
- Sergio Cofferati
- Silvia Costa
- Andrea Cozzolino
- Francesco De Angelis
- Paolo De Castro
- Leonardo Domenici
- Franco Frigo, poseł do PE od 7 maja 2013
- Roberto Gualtieri
- Guido Milana
- Pier Antonio Panzeri
- Mario Pirillo
- Gianni Pittella
- Vittorio Prodi
- David Sassoli
- Patrizia Toia

Wybrani z listy Ligi Północnej
- Mara Bizzotto
- Mario Borghezio
- Lorenzo Fontana
- Claudio Morganti
- Fiorello Provera
- Oreste Rossi
- Matteo Salvini
- Giancarlo Scottà
- Francesco Speroni

Wybrani z listy Włochy Wartości
- Sonia Alfano
- Pino Arlacchi
- Vincenzo Iovine
- Niccolò Rinaldi
- Giommaria Uggias
- Gianni Vattimo
- Andrea Zanoni, poseł do PE od 19 lipca 2011

Wybrani z listy Unii Centrum
- Magdi Allam
- Antonello Antinoro
- Carlo Casini
- Ciriaco De Mita
- Tiziano Motti
- Gino Trematerra, poseł do PE od 1 grudnia 2011, mandat w związku z wejściem w życie traktatu lizbońskiego

Wybrany z listy SVP
- Herbert Dorfmann

Byli posłowie VII kadencji do PE
- Gabriele Albertini (wybrany z listy PdL), do 14 marca 2013
- Francesca Barracciu (wybrana z listy PD), od 17 grudnia 2012 do 27 lutego 2014
- Giovanni Collino (wybrany z listy PdL), do 5 czerwca 2011
- Rosario Crocetta (wybrany z listy PD), do 18 listopada 2012
- Luigi de Magistris (wybrany z listy IdV), do 18 lipca 2011
- Mario Mauro (wybrany z listy PdL), do 14 marca 2013
- Debora Serracchiani (wybrana z listy PD), do 6 maja 2013
- Gianluca Susta (wybrany z listy PD), do 14 marca 2013